# Pterandra arborea
Pterandra arborea är en tvåhjärtbladig växtart som beskrevs av Adolpho Ducke. Pterandra arborea ingår i släktet Pterandra och familjen Malpighiaceae. Inga underarter finns listade i Catalogue of Life.